# Cegłów (powiat Miński)
Cegłów is een dorp in het Poolse woiwodschap Mazovië, in het district Miński. De plaats maakt deel uit van de gemeente Cegłów en telt 2109 inwoners.

## Foto's

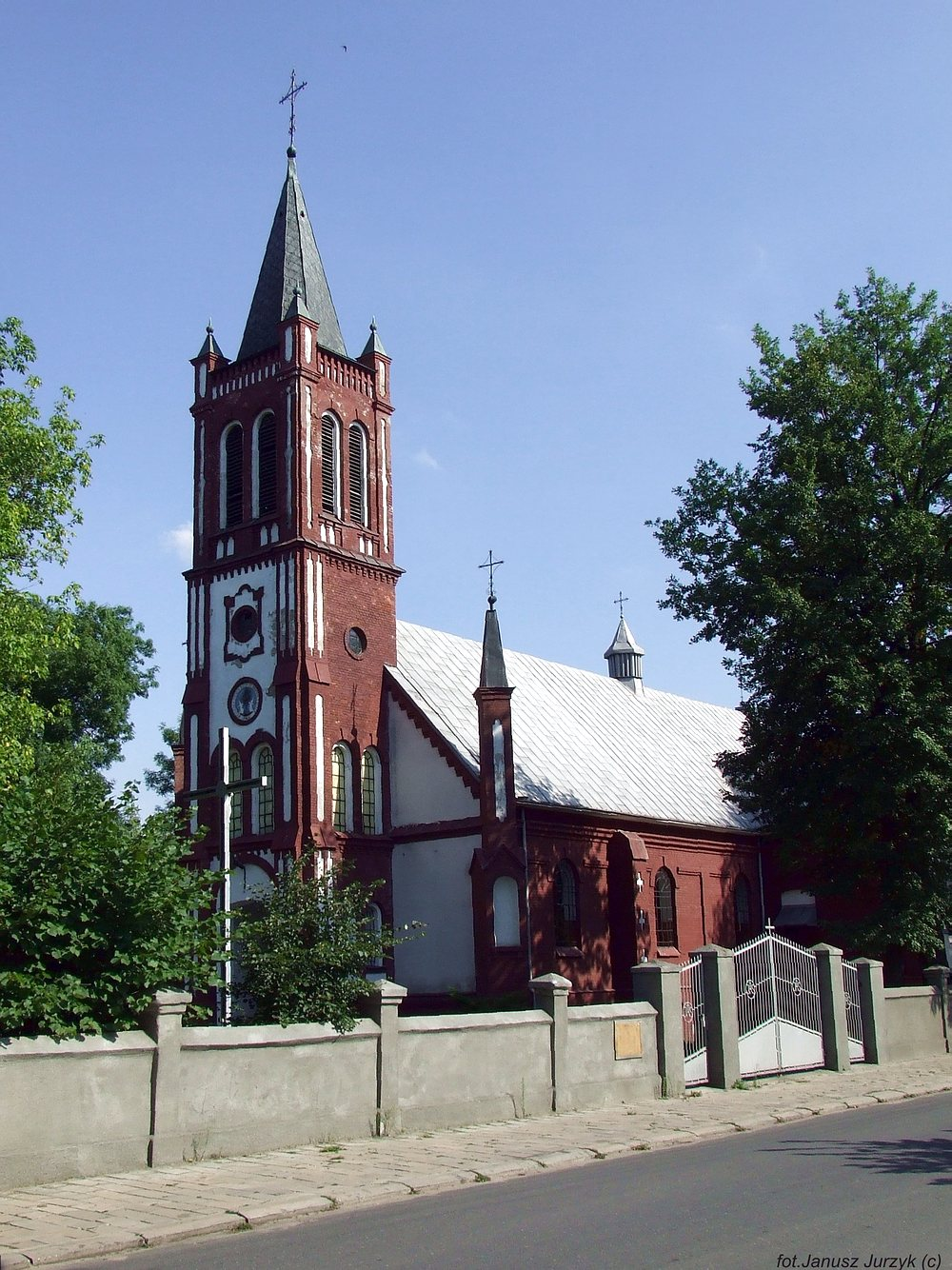
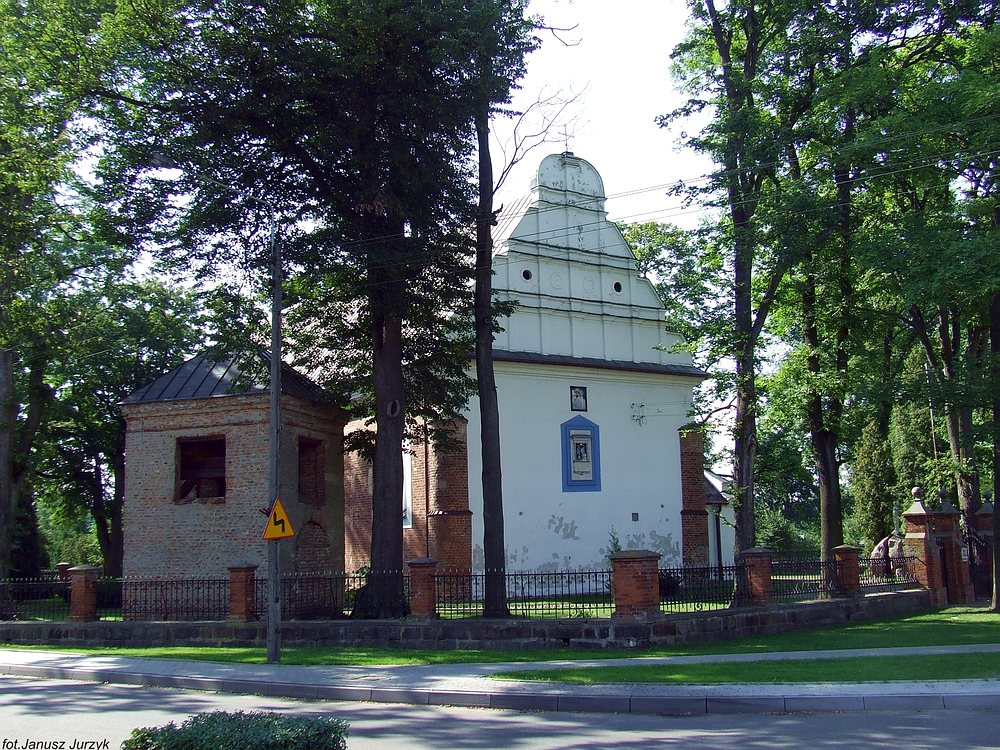
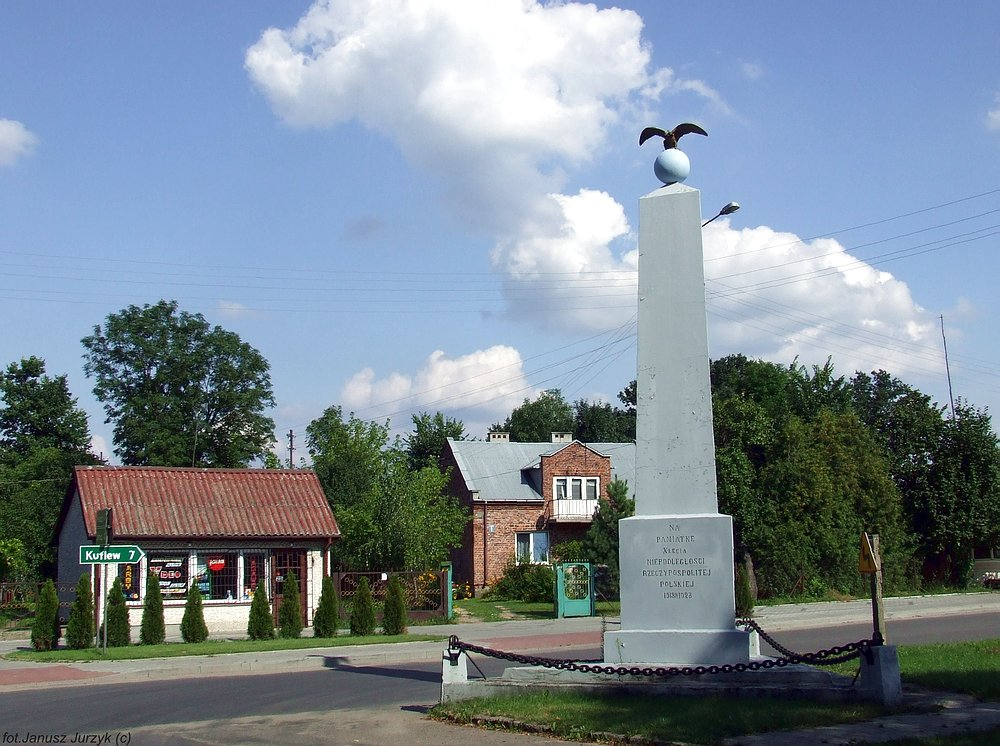